# Don’t Love You No More (I’m Sorry)
"Don't Love You No More (I'm Sorry)" jest drugim singlem brytyjskiego artysty R&B Craiga Davida z jego trzeciego albumu o nazwie The Story Goes.... Gdy "Don't Love You No More (I'm Sorry)" został wydany, zadebiutował w pierwszej dziesiątce przebojów w Wielkiej Brytanii. Jest on jednym z największych hitów, stworzonych przez Craiga do tej pory oraz jego pierwszym singlem po "7 Days", który najdłużej utrzymał się na UK Top 75, gdzie spędził na liście piętnaście tygodni. Jednak "Don't Love You No More (I'm Sorry)" utrzymał się 15 tygodni stale na liście, natomiast "7 Days" spędził czternaście tygodni na UK Top 75 i dopiero po tygodniowej przerwie ponownie powrócił na nią, na jeden tydzień.
Piosenka osiągnęła 4. miejsce na UK Top 75 i była na miejscu niżej niż "All the Way", lecz utrzymała się znacznie dłużej na liście, ponieważ drugi singel spędził w Top 75 tylko sześć tygodni. Dzięki temu "Don't Love You No More (I'm Sorry)" był najlepiej sprzedającym się singlem z albumu The Story Goes....

## Teledysk
Istnieją dwie wersje teledysków "Don't Love You No More (I'm Sorry)". Mianowicie teledysk w wersji czarno-białej i w kolorze, który ukazał się w późniejszym czasie. Wideo w kolorze zostało opublikowane 10 czerwca 2010 roku w serwisie YouTube. Trwa on 4 minuty. Teledysk jest zachowany w smutnej atmosferze z dużą ilością szarości. Skupia się głównie na śpiewającym Davidzie oraz przeplatany jest scenami, przedstawiającymi upadający związek dwojga ludzi. Teledysk został wyreżyserowany przez Roberta Halesa.

## Formaty i listy utworów
UK CD 1, Europe CD:
| Nr | Tytuł utworu                                     | Długość |
| -- | ------------------------------------------------ | ------- |
| 1. | „Don’t Love You No More (I'm Sorry)”             | 4:04    |
| 2. | „Walking Away” (na żywo z Tokio – wrzesień 2005) | 3:28    |
|    |                                                  | 7:32    |

UK CD 2, Europe CD 2, Australia CD:
| Nr | Tytuł utworu                                                       | Długość |
| -- | ------------------------------------------------------------------ | ------- |
| 1. | „Don't Love You No More (I'm Sorry)” (edycja radiowa)              | 4:04    |
| 2. | „Exception to the Rule”                                            | 4:19    |
| 3. | „Don't Love You No More (I'm Sorry)” (Redstar Vocal Mix)           | 6:59    |
| 4. | „Don’t Love You No More (I'm Sorry)” (Cool Kidd's Solid Air Remix) | 3:41    |
|    |                                                                    | 19:03   |

UK CD 3 (Promo):
| Nr | Tytuł utworu                         | Długość |
| -- | ------------------------------------ | ------- |
| 1. | „Don’t Love You No More (I'm Sorry)” | 4:04    |

UK CD 4 (Promo):
| Nr | Tytuł utworu                                                  | Długość |
| -- | ------------------------------------------------------------- | ------- |
| 1. | „Don’t Love You No More (I'm Sorry)”                          | 4:04    |
| 2. | „Don’t Love You No More (I'm Sorry)” (Redstar Vocal Mix)      | 6:59    |
| 3. | „Don’t Love You No More (I'm Sorry)” (Redstar Dub Mix)        |         |
| 4. | „Don’t Love You No More (I'm Sorry)” (Redstar Rough Zone Dub) |         |

UK/Europe DVD:
| Nr | Tytuł utworu                                                  | Długość |
| -- | ------------------------------------------------------------- | ------- |
| 1. | „Don't Love You No More (I'm Sorry)”                          | 4:04    |
| 2. | „Don't Love You No More (I'm Sorry)” (teledysk)               | 4:00    |
| 3. | „Walking Away” (Taken From "Off The Hook... Live At Wembley") | 3:28    |
| 4. | „"Don't Love You No More (I'm Sorry)"” (Making Of the Video)  |         |

## Pozycje na listach
"Don't Love You No More (I'm Sorry)" zadebiutował na 4. miejscu na UK Singles Chart i był na liście dłużej niż wcześniejszy utwór Craiga pt. "7 Days", spędzając prawie cztery miesiące na UK Top 75. We Francji "Don't Love You No More (I'm Sorry)" dostał się do Top 40 najlepszych utworów.
| Lista                    | Najlepsza pozycja |
| ------------------------ | ----------------- |
| Australian Singles Chart | 43                |
| Belgian Singles Chart    | 35                |
| German Singles Chart     | 65                |
| French Singles Chart     | 45                |
| Węgry (Rádiós Top 40)    | 30                |
| Tokio Hot 100            | 53                |
| Irish Singles Chart      | 30                |
| Italian Singles Chart    | 35                |
| Russia Singles Chart     | 38                |
| Swiss Singles Chart      | 35                |
| UK Singles Chart         | 4                 |
| World Singles Chart      | 32                |
| World Chart Show         | 4                 |